# Schizomavella sinapiformis
Schizomavella sinapiformis är en mossdjursart. Schizomavella sinapiformis ingår i släktet Schizomavella och familjen Bitectiporidae.
Artens utbredningsområde är Röda havet. Inga underarter finns listade i Catalogue of Life.